# Ishihara Nozomi
Ishihara Nozomi (石原 希望 (Thạch-Nguyên Hi-Vọng) 25 tháng 7 năm 2000 –) là một nữ diễn viên khiêu dâm và YouTuber người Nhật Bản. Cô thuộc về công ti LIGHT.

## Sự nghiệp
Tháng 6/2020, cô đã ra mắt ngành phim khiêu dâm với tư cách là nữ diễn viên từ 5 hãng phim.
Phim ra mắt ngành của cô "Tân binh Cô gái xinh đẹp với giọng địa phương và tính cách tốt ra mắt ngành phim khiêu dâm Ishihara Nozomi" (新人 めっちゃ性格の良い方言美少女AV DEBUT 石原希望) đã xếp thứ 2 trong bảng xếp hạng bán hàng qua bưu điện của FANZA hàng ngày trong ngày 2/5/2020. Phim đã xếp thứ nhất trong bảng xếp hạng hàng ngày ngày 3/5. Trong bảng xếp hạng hàng ngày ngày 25/5, 4 phim của cô (3 phim riêng) đã nằm trong 10 vị trí cao nhất của bảng.
Ngày 30/5, phim cũng đã xếp thứ nhất trong bảng xếp hạng phim khiêu dâm trên sàn video FANZA.  Trong bảng xếp hạng hàng tháng trong tháng 6, cô đã xếp thứ hai trong cả hai hạng mục sản phẩm và nữ diễn viên (xếp thứ 1 trong cả hai hạng mục là Anzai Rara).
19/6/2020, cô tham gia chương trình MissiD 2021 của Kōdansha. Cô đã tiến vào vòng chụp ảnh của cuộc thi. Vào ngày 3/10, cô tiến vào vòng bán kết. Sau đó cô đã dừng lại ở vòng chung kết vào ngày 20/11.
Cô đã xếp thứ 2 trong bảng xếp hạng doanh số phim khiêu dâm bán ra theo nữ diễn viên nửa đầu năm 2020 của FANZA. Tháng 7 cùng năm, cô xếp thứ nhất trong bảng xếp hạng nữ diễn viên khiêu dâm hàng tháng của sàn bán hàng qua bưu điện của FANZA. Ngoài ra, cô còn xếp thứ 1 trong hạng mục Tân binh trong thông cáo hàng tháng của FANZA "Diễn viên khiêu dâm này thật tuyệt! mùa hè 2020".
13/10/2020, cô mở kênh YouTube "のぞちゃん" (Nozo-chan). Vì một số lí do, ban đầu cô đã sử dụng tên "のん" (Non) hay "NON" trên YouTube, và đã sử dụng một kênh chính thức khác. Ngày 29/10, sách ảnh đầu tiên của cô đã được phát hành bởi Tokuma Shoten.
Từ tháng 11/2020, cô trở thành nữ diễn viên độc quyền của MOODYZ (các phim được quay trước đó vẫn sẽ được các hãng phim khác phát hành lần lượt). Cũng vào tháng 11, từ "Ishihara Nozomi" (tên người duy nhất trong bảng) đã xếp thứ 4 trong bảng xếp hạng Giải thưởng từ chuyên ngành phim khiêu dâm năm 2020 của tạp chí Playboy hàng tuần.
Cô đã xếp thứ 7 theo bảng xếp hạng nữ diễn viên khiêu dâm hàng năm của FANZA năm 2020, được lựa chọn dựa theo tổng doanh số đĩa DVD trong 1 năm.
Tháng 2/2021, cô đã xếp thứ 1 trong thông cáo hàng tháng của FANZA "Diễn viên khiêu dâm này thật tuyệt! mùa đông 2021". Tháng 3/2021, phim của cô "Sau khi trở về từ một lễ hội, tôi ở cùng phòng với người quản lí của công việc bán thời gian của tôi, người đã lắng nghe những lời phàn nàn của bạn trai tôi, và tôi đã quan hệ tình dục NTR với anh ấy đến khi thoát khỏi ham muốn tình dục (フェス帰り相部屋NTR彼氏の愚痴を聞いてくれるバイト先の店長と性欲解消するまで中出ししまくった絶倫性交) đã nhận giải Hình ảnh tốt nhất tại "Giải thưởng Erodemy 2021" của tạp chí Playboy hàng tuần. 11/4/2021, cô đã nhận giải New Generation Porn Star của MissiD2021. Tháng 4/2021, cô xếp thứ 26 trong bảng "bầu cử nữ diễn viên phim khiêu dâm SEXY đang hoạt động 2021" của Asahi Geino. Tháng 8/2021, cô xếp thứ 7 trong "Bảng xếp hạng FLASH 2021 diễn viên nữ gợi cảm chọn bởi 300 độc giả". Tháng 8 cùng năm, cô đã xếp thứ 2 trong thông cáo hàng tháng của FANZA "Diễn viên khiêu dâm này thật tuyệt! mùa hè 2021".
9/11/2021, cô được chỉ định làm "chiến binh gợi cảm" (quản lí bởi MOODYZ) tham gia chiến dịch kỉ niệm kỉ niệm 5 năm phim thực tế ảo FANZA.
Tháng 12/2021, cô nhận giải Grand Prix tại Giải thuởng phim khiêu dâm Asagei do Asahi Geino tổ chức theo tiêu chí và quyết định riêng.  Cô đã xếp thứ 20 trong bảng xếp hạng nữ diễn viên gợi cảm 2021 trên tạp chí FLASH của Kobunsha.
Tháng 3/2022, phim của cô "182 lần cực khoái mãnh liệt! 3714 lần co thắt âm đạo! 13478cc nước tinh nguyên chất! Sự thức tỉnh cực khoái gợi dục đặc biệt sau kiêng cữ!!" (激イキ182回!膣痙攣3714回!本気汁13478cc!禁欲焦らしオーガズム大覚醒スペシャル!!) đã nhận giải Phim truyền tải thông tin tốt nhất tại Giải thưởng Erodemy 2022 do tạp chí Playboy hàng tuần của Shūeisha tổ chức.
Tháng 4/2022, cô trở thành nữ diễn viên hỗ trợ cho "Chiến dịch tuần lễ Vàng ngày Lễ tạ ơn tuyệt vời 2022" của FANZA. Tháng 5/2022, cô xếp thứ 47 trong bảng "bầu cử nữ diễn viên phim khiêu dâm SEXY đang hoạt động 2022" của Asahi Geino.
Ngày 27/5 cùng năm, buổi độc diễn trực tiếp đầu tiên của cô được tổ chức.  27/2/2023, cô sẽ xuất hiện tại sự kiện âm nhạc trực tiếp "MOON-LIGHT huyền thoại" đồng tổ chức bởi LIGHT và hãng thu âm Milky Pop Generation.
Tháng 5/2023, cô xếp thứ 46 trong bảng "bầu cử nữ diễn viên phim khiêu dâm SEXY đang hoạt động 2023" của Asahi Geinō Buổi độc diễn thứ 3 của cô cũng đã được tổ chức tại Sangenjaya Grapefruit Moon ở Tokyo vào ngày 1/6.
3/7/2023, phim tổng hợp của cô "【Túi may mắn】S-Cute chỉ có những cô gái xinh đẹp 15 phim không cắt 38 tiếng bản ghi!"(【福袋】S-Cute 可愛い子だけ15作品をノーカット収録38時間!) phát hành tháng 12/2022 đã xếp thứ nhất trên bảng xếp hạng sàn video FANZA hàng tuần. Phim cũng đã xếp thứ 3 trên bảng xếp hạng sàn video FANZA hàng tuần ngày 7/8.
Tháng 9/2023, loạt phim chuyển thể của manga "Karami Zakari" được bắt đầu phát sóng, trong đó cô thủ vai Niiyama Tomino. Trong phim, cô đã để tóc vàng. Phim đầu tiên trong loạt phim này đã xếp thứ nhất trên bảng xếp hạng sàn video FANZA hàng tuần ngày 11/9. Phim thứ hai của loạt phim cũng đã xếp thứ 8 trên bảng xếp hạng sàn bán hàng qua bưu điện của FANZA trong tuần ngày 11/9.
Cô đã xếp thứ 4 trên bảng xếp hạng sàn video FANZA tháng 11 cùng năm.

## Đời tư
Cô đến từ vùng Shikoku. Cô nói rằng lí do cô trở thành nữ diễn viên khiêu dâm là do tuơng lai của công việc trước đó cô được nhận vào làm trở nên khó khăn do đại dịch coronavirus.
Sở thích của cô là cảm thụ manga và anime. Kĩ năng đặc biệt của cô là đi xe đạp một bánh và búng tay. Lid so cô vào ngành là do cô "muốn quan hệ tình dục với một nam diễn viên" và "80% là vì tôi thực sự tò mò nên là phải thử nó!". Ban đầu, cô không có mục tiêu đóng phim dài hạn và đã có kế hoạch nghỉ việc ngay lập tức, tuy nhiên sau khi nhận được các bình luận tích cực từ những người trong ngành, cô đã chọn nghỉ công việc toàn thời gian trước".
Cô có tính cách thân thiện và nói nhiều, và trong một cuộc phỏng vấn với một tạp chí khiêu dâm, cô khi phỏng vấn được so sánh với một "buổi phỏng vấn sau 5 năm trong ngành phim khiêu dâm" mặc dù lúc đó cô vừa mới ra mắt ngành. Nhà văn Himeno Tama khen ngợi kĩ năng của cô, nói rằng "Mặc dù đây là phim ra mắt ngành, cô liếm duơng vật như một người có 15 năm kinh nghiệm trong ngành". Korochiki Nishino đã miêu tả con người cô là "phiên bản nữ của Tabuchi của nhóm Indians". Hình mẫu phụ nữ lí tưởng của cô là Natsuki Mari.  Cô thường được khen ngợi  vì khả năng nói, và cô mong muốn được sử dụng những phẩm chất của mình để thay đổi hình tượng nghề nghiệp của mình, một nghề thường bị kì thị. Nishino cũng đã miêu tả cô là "trông như người sẽ xuất hiện trong một chuơng trình tạp kỹ địa phuơng", và cô thực sự đã làm MC phụ trong chuơng trình "Beach 9" của TV Saitama từ năm 2021. 
Lần đầu cô xem phim khiêu dâm là vào năm đầu tiểu học, và đó là phim của bố một người bạn. Cô cùng người bạn đã liếm ngực nhau vì cô muốn làm giống trong phim. Cô đã biết đến thủ dâm từ một video cô xem khi học lớp bốn, và cô đã mua bàn chải điện mới bằng tiền tiêu vặt để kích thích vùng kín.
Oki Tengū, tổng biên tập của FANZA hàng tháng đã bình luận rằng "Cô là một thế hệ nữ diễn viên mới mà không thấy vấn đề với phim khiêu dâm và có thể làm những thứ họ muốn". Nhà sản xuất phim khiêu dâm Tomoko đã nói tằng cô là một nữ diễn viên "có thể quan hệ tình dục một cách tuyệt vời mà không nhà sản xuất nào có thể làm được" và "có thể bộc lộ (bản thân), tuy nhiên cũng xấu hổ khi bộc lộ bản thân".
Đạo diễn phim khiêu dâm Samoari đã bình luận rằng "Một bên, cô ấy thân thiện và có vẻ rất vui từ đầu đến cuối, điều này giúp tôi thấy thoải mái, mặt khác, cách cô ấy di chuyển khi quan hệ như một con quỷ vậy".
Các phim có cốt truyện của cô được khen ngợi, và cô đã nói rằng "Tôi chỉ đang thể hiện bản tahan qua các tình tiết", "Tôi chỉ thể hiển điểm mạnh của mình khi được thể hiện chính mình" và "Tôi chỉ hài lòng khi tình tiết phù hợp với cảm xúc và tính cách của tôi", còn lại cô sẽ cảm thấy rằng cô như đang không diễn hay diễn không tốt. Nếu cô thấy không phù hợp hay khó vào vai, sự tự tin của cô sẽ giảm đi và cô sẽ nhận lại các đánh giá kém về phim.
Tháng 10/2020, cô đã nói rằng cô muốn thu hút thêm những người không xem phim khiêu dâm.
Cô thường dùng phương ngữ Kansai. Khi cô đóng các vai không nói phương ngữ Kansai trong phim có cốt truyện, giọng cô thường bị xen lẫn tiếng thở hổn hển.
Hơn nữa, đối với phim khiêu dâm, cô gần như chỉ xem phim cô đóng, và kiểm tra nó từ đầu đến cuối, và sau khi quay cô sẽ nhớ lại buổi quay để thỏa mãn nhu cầu tình dục (Cô gọi điều này là "thủ dâm đuổi" (追いオナニー)).
Cô đã là một paipan trong một thời gian, nhưng giờ cô đang để lông mu được mọc lại.